# Per què he plorat?
Per què he plorat? és una cançó d'Albert Guinovart de 1988 amb lletra adaptada per Xavier Bru de Sala a partir dels textos originals d'Àngel Guimerà per a l'espectacle Mar i cel produït per Dagoll Dagom.
Estrenat el 7 d’octubre de 1988 al Teatre Victòria de Barcelona. Es va reposar el 2004 en una coproducció del Teatre Nacional de Catalunya amb una revisió total de la partitura original i nova orquestració. El 12 d’octubre de 2006 es va estrenar en versió castellana de Guillermo Ramos al Teatre Gran Via de Madrid. El 17 de març de 2007 es va estrenar la versió alemanya de Hartmut Forche en l’Opernhaus de Halle amb una nova orquestració per a orquestra simfònica.
Dagoll Dagom va fer un concurs entre diversos compositors a qui van demanar un parell de temes, entre els que van seleccionar Albert Guinovart per compondre els temes de l'obra. En una entrevista, pel programa No me la puc treure del cap el director Joan Lluís Bozzo en va destacar l'expressivitat, la passió i la música, que era clàssic i actual a l'hora i com convencia ell tocant al piano. Albert Guinovart va explicar que es va fixar en el tarannà d'El Fantasma de l'Òpera, que s'acabava d'estrenar. Tot i la seva joventut, Guinovart va imposar el seu criteri de tenir primer les lletres per compondre la part musical, sobre el de Bru de Sala que ho preferia al revés. Dagoll Dagom va demanar-li una gran cançó. La primera versió no els va agradar gens i la va reformar sencera. Quan la tenien feta va resultar molt llarga i Guinovart va proposar unir el fragment que cantava el personatge de Saïd amb un dels fragments de Blanca el que va remarcar els contrapunts de les seves històries.
La cançó fa un crescendo, acompanyats per la percussió, que desemboca en la tornada que canten els dos personatges, canviant unes paraules: mentre Blanca canta "per què he plorat per qui no havia de plorar?", Saïd canta "per què ha plorat com mai no havia vist plorar?". Ve a continuació del tema "L'expulsió / Ària de la mare" on el personatge de Blanca s'ha emocionat amb la història de Saïd, el capità dels pirates algerians que els han segrestat.
Ha estat interpretada per Àngels Gonyalons, Carme Cuesta, Elena Gadel i Ana San Martín en els papers de Blanca i per Carlos Gramaje, que va fer el duet amb totes quatre, i Roger Berruezo, que només el va fer amb Ana San Martín, en el de Saïd. Al mateix programa, Gramaje va explicar que Guinovart va tenir en compte que ell era baix, un registre molt poc habitual en teatre musical, per fer que cantés de forma gairebé recitada. Va tenir el Premi Max a la millor composició el 2006.